# 14316 Higashichichibu
14316 Higashichichibu este un asteroid din centura principală de asteroizi.

## Descriere
14316 Higashichichibu este un asteroid din centura principală de asteroizi. A fost descoperit pe 12 martie 1977 la Kiso de Hiroki Kosai și Kiichiro Hurukawa. Asteroidul prezintă o orbită caracterizată de o semiaxă mare de 3,20 ua, o excentricitate de 0,08 și o înclinație de 15,3° în raport cu ecliptica.